# 奔集站
奔集站（音素換寫：S̄t̄hānī phelincit，皇家轉寫：Sathani Phloen Chit，發音：[sā.tʰǎː.nīː pʰlɤ̄ːn t͡ɕìt]）位於泰國首都曼谷巴吞旺縣的奔集路及無線電路之間，為曼谷BTS（高架電車）蘇坤蔚線上的一座車站，車站編號為E2。

## 鄰近地點
- 無線電路
  - 美國駐泰國大使館
  - 荷蘭駐泰國大使館
  - 瑞士駐泰國大使館
  - 越南駐泰國大使館
  - 西班牙駐泰國大使館
- 英國駐泰國大使館
  - 奈拉公園飯店（Nai Lert Park Hotel，四星飯店）
  - 皇家美麗殿雅典娜廣場飯店（Royal Meridien Plaza Athenee Bangkok Hotel，五星飯店）
  - 港麗飯店（Conrad Hotel，五星飯店）
  - 曼谷大仓新颐饭店(The Okura Prestige Bangkok，五星飯店）
  - 大城銀行
  - 華潤大廈（China Resources Tower）

## 外部連結
- 曼谷集體運輸系統（高架電車）的官方網站
- 瑞士奈拉公園飯店的官方網站
- 曼谷港麗飯店的官方網站 （页面存档备份，存于）